# الفی وایتمن
آلفی وایتمن (به انگلیسی: Alfie Whiteman) یک بازیکن فوتبال انگلیسی است که به عنوان دروازبان بازی می کند. وی سابقه بازی در تیم ملی فوتبال زیر ۱۹ سال انگلیس را نیز در کارنامه خود دارد.